# Weito
La rivière Weito (également connue sous le nom de Weyt’o Wenz ou rivière Tullaya) est un cours d'eau de la région des nations, nationalités et peuples du Sud, en Éthiopie. 

## Géographie
Elle coule des montagnes Guge jusqu'au lac Chew Bahir.
Elle définit les frontières entre la woreda Hamer Bena et la woreda spéciale Konso ainsi qu'une partie de la frontière entre la région des nations, nationalités et peuples du Sud et la région Oromia.
La rivière Weito compte parmi ses affluents la rivière Sagan.